# Rafael Bielsa (jurista)
Rafael Bielsa (Esperanza, Santa Fe, 19 de noviembre de 1889 - Rosario, 16 de octubre de 1966) fue un destacado abogado y jurista, especialista en Derecho Administrativo. Era hijo de Pedro Bielsa y Dolores Muro.

## Actividad profesional
Su padre, de profesión carpintero, lo envió a Buenos Aires para que se perfeccionara en el tallado de muebles de estilo, pero Rafael prefirió costearse con mucho esfuerzo sus estudios de abogacía en la Facultad de Derecho de la Universidad de Buenos Aires, donde se graduó el 2 de enero de 1918 y el mismo año obtuvo su doctorado en jurisprudencia con su tesis sobre La culpa de los accidentes de trabajo. Su estudio y crítica de la ley argentina. A partir de 1921 se radicó en la ciudad de Rosario, donde ese años fue secretario general de la Municipalidad de Rosario en 1921. Ese año defendió a los veinte anarquistas que intentaron tomar la ciudad de Rosario el 7 de febrero de aquel año, por la intermediación de Claudio Newell, que había sido nombrado intendente de la ciudad tres días después del suceso. Entre 1931 y 1933 fue subsecretario del Ministerio de Justicia e Instrucción Pública de la Nación. Fue elegido presidente del Colegio de Abogados de Rosario para los períodos 1929-1930; 1931-1932 y 1934-1935.

## Actividad docente
Entre 1920 y 1923 enseñó literatura preceptiva en la Escuela Superior de Comercio de Rosario. Al fundarse en 1919 la Universidad Nacional del Litoral, fue profesor de Derecho Administrativo en la Facultad de Ciencias Económicas, Comerciales y Políticas durante cuarenta años y decano desde 1949 a 1952, fecha en que fue separado del cargo por su oposición a Perón.
En la Facultad de Derecho y Ciencias. Sociales de la Universidad de Buenos Aires fue profesor extraordinario entre 1937 y 1946, profesor titular de 1946 a 1952, profesor de Historia de las Instituciones de Derecho Público (curso de doctorado) en 1936, 1941, 1942, 1944, 1945 y 1947. También fue designado profesor honorario de La Sorbona de París.

## Actividad académica
El 14 de mayo de 1936 fue elegido Académico Titular de la Academia Nacional de Derecho y Ciencias Sociales de Buenos Aires sucediendo a Ernesto Quesada en el sillón de Lisandro Segovia. Se incorporó el 20 de agosto de 1936 con una disertación sobre El desarrollo institucional del Derecho Administrativo y la Jurisdicción Contenciosa.
Fue miembro honorario de la Academia de Legislación y Jurisprudencia de Madrid (1935]; del Instituto de la Orden de Abogados de Brasil (1939] y de la Academia de la Universidad Nacional del Litoral. El 28 de diciembre de 1938 fue uno de los fundadores de la Academia Nacional de Ciencias Morales y Políticas.
Entre otras distinciones recibió el Primer Premio Nacional de Ciencias Jurídicas y Sociales en 1923, otorgado por la Comisión Nacional de Cultura y fue designado como Doctor “honoris causa” de la Universidad de París en 1956.

## Obras
Escribió desde su juventud hasta dos años antes de su fallecimiento. Su obra más importante fue el Tratado de Derecho Administrativo que inicialmente tenía tres tomos y que en la edición de 1955 ya eran 5 tomos.
Escribió notas sobre temas jurídicos en la revista La Ley firmados con los seudónimos de Nerva y de Próculo.
En 1953 la provincia de Santa Fe le encomendó la redacción de un código contencioso-administrativo, y al año siguiente hizo lo mismo la provincia de Mendoza.
Algunas de sus obras son:
- Derecho administrativo y legislación administrativa argentina (1921, 1929 y 1938).
- Relaciones del Código Civil con el Derecho administrativo (1923).
- Limitaciones impuestas a la propiedad en interés público (1923).
- La autarquía de las universidades (1926).
- Cuestiones universitarias (1928).
- Sobre la Universidad del Litoral (1930).
- Cuestiones de administración municipal (1930).
- Régimen universitario (1932).
- Nociones preliminares del derecho fiscal
- La responsabilidad del Estado
- La culpa de los accidentes de trabajo
- Contribución al estudio de algunas instituciones jurídicas (1940).
- Metodología jurídica (1964).

## Fallecimiento
Falleció en la ciudad de Rosario el 16 de octubre de 1966.

## Legado
Estaba casado con María Luisa Schierano y tuvo tres hijos: Rafael Pedro (abogado como él), Marcial Rafael (ingeniero químico) y Ana María (profesora de matemáticas). Sus restos descansan en un panteón de la ciudad de Esperanza, conforme su expreso deseo. Sus nietos son Marcelo Bielsa, Rafael Bielsa y María Eugenia Bielsa.
Llevan su nombre un pasaje de la ciudad de Esperanza, la escuela n.º 6703 de Rincón del Pintado y N.º 6292 de Cavour, un aula de la Facultad de Derecho de la Universidad Nacional de Rosario, la escuela N°2 del Instituto Félix Fernando Bernasconi del barrio de Parque Patricios de la Ciudad de Buenos Aires, una calle de la ciudad de Buenos Aires y otra de Rosario.